# Đớp ruồi nâu châu Á
Đớp ruồi nâu châu Á (Danh pháp khoa học: Muscicapa latirostris) là một loài chim dạng chim sẻ nhỏ trong họ Đớp ruồi Muscicapidae. Đây là một loài chim di trú.

## Phân bố
Đây là một loài chim ăn côn trùng phân bố ở Nhật Bản, Đông Siberia và dãy Himalaya. Đó là loài chim di trú và mùa đông thì bay sang ở nhiệt đới miền nam châu Á, từ miền nam Ấn Độ và đông Sri Lanka sang Indonesia, lúc này có cũng xuất hiện ở Việt Nam. Các con Đớp ruồi nâu châu Á là một loài lang thang vô cùng hiếm hoi đến Tây Âu từ Anh, Đan Mạch và Thụy Điển, và ngoài ra, có những tuyên bố chưa được chứng minh từ Ireland, Faeroe, và Na Uy.

## Đặc điểm
Chúng là loài chim dài 13 cm, bao gồm cả đuôi có góc. Nó tương tự như trong hình dạng của chim đớp ruồi nhưng là tương đối dài về phần đuôi. Những con trưởng thành có phần lưng màu xám nâu và phần dưới bụng màu trắng với hai cánh nâu nhuốm màu. Chim non có màu nâu trên lưng, đầu và ngực.
Đớp ruồi nâu châu Á là một loài chim thường thấy ở trong rừng mở và các khu vực canh tác. Nó làm tổ trong một cái lỗ trong một cây, đặt bốn quả trứng đó được ấp bởi những con mái. Các con Đớp ruồi nâu trống sẽ hót một bài hát du dương đơn giản trong quá trình tán tỉnh. 